# Lišice
Lišice es una localidad del distrito de Hradec Králové en la región de Hradec Králové, República Checa, con una población estimada a principio del año 2018 de 157 habitantes. 
Se encuentra ubicada al sur de la región, a unos 100 km al este de Praga, cerca de la orilla de los ríos Elba y Orlice —un afluente del anterior—, y de la frontera con las regiones de Bohemia Central y Pardubice.